# Петігренова олія

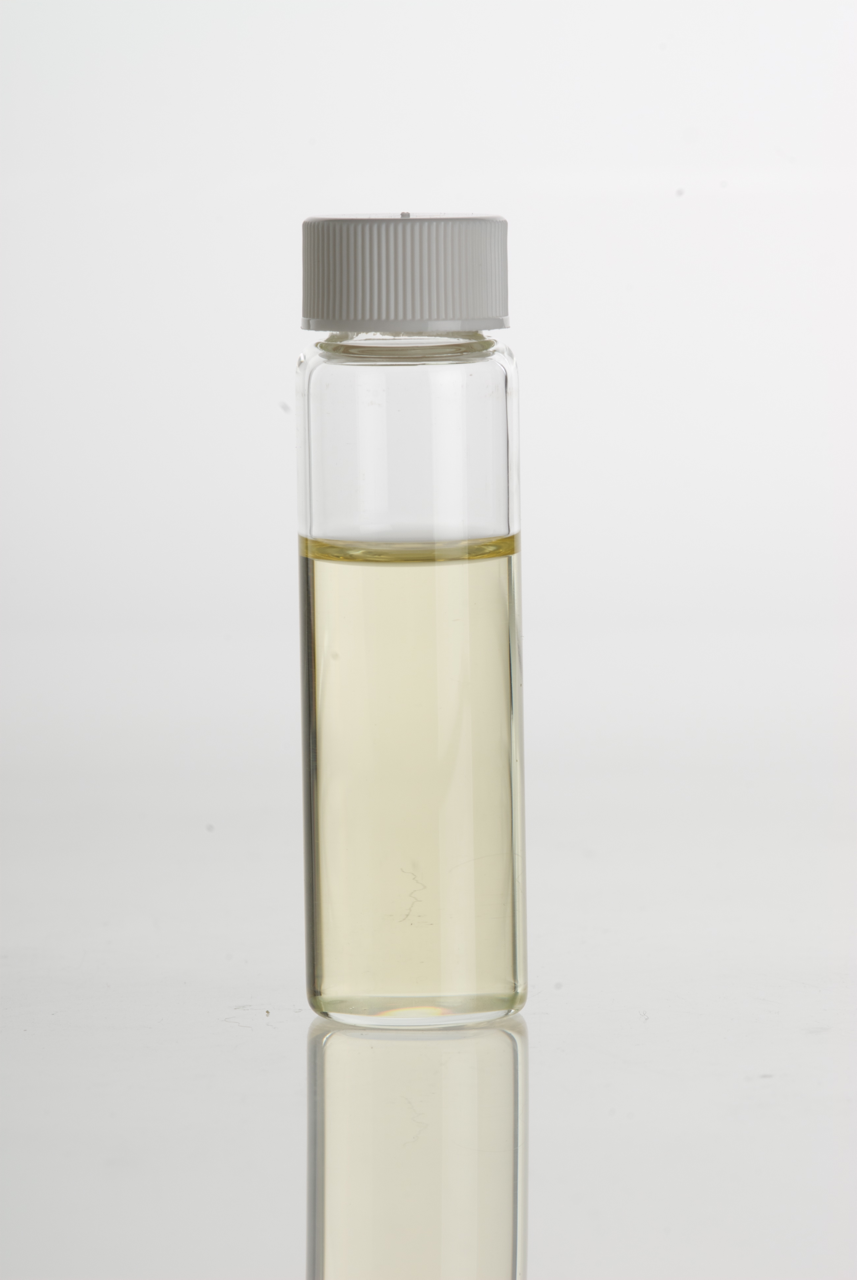
Петігренова олія

Петігренова олія (лат. foliorum Aurantii; нем. Petigrainöl; фр. Ess. de Petit-Grain; англ. oil of Pettigrain) — група ефірних олій, які отримуються технологією перегону листя, молодих гілок, паростей та плодів різних видів родини Citrus. Спочатку цю олію виробляли тільки у Південній Франції, а згодом вихідці з цього регіону почали виробляти її у Парагваї, й американська олія поступово витіснило з ринку французьку, хоча остання має кращий запах. Також треба зауважити, що французьку олію значно частіше підробляють, ніж парагвайську. Питома вага олії 0,885 —0,91; α D = від — 3° до + 4°. Від 40 до 85% олії становлять оцтові ефіри ліналоолу та гераніолу. Продукт первинного перегону містить лимонен, а останнього — сесквітерпен. Лимонен при цьому виходить лише тоді, коли в оброблюваний матеріал входили плоди; листя та парості дають олію зовсім без лимонену. Деякі зразки петігренової олії містять цитраль; його вміст вказує на те, що в оброблюваному матеріалі є листя чи парості лимонного дерева. Петігренову олію досить широко застосовують у парфумерії та косметиці.